# Aliann Pompey
Aliann Tabitha Omalara Pompey est une sprinteuse guyanienne née le 9 mars 1978 à Georgetown, spécialiste du 200 mètres et du 400 mètres. Sur le tour de piste, elle a, entre 2000 et 2012, participé sans interruption à toutes les éditions des Jeux olympiques, championnats du monde et Jeux du Commonwealth.

## Carrière
Aliann Pompey s'est distinguée sur le plan international à partir de 1999, année où elle participa aux Jeux panaméricains. En 2000 elle a remporté les championnats NCAA en salle et participé à ses premiers Jeux olympiques, où elle était porte-drapeau de la délégation guyanienne.
En 2002 elle a supplanté June Griffith en s'appropriant le record national du 400 mètres en 51 s 34, lors des demi-finales des Jeux du Commonwealth qui se déroulaient à Manchester. En finale elle remporta le titre, en battant l'Écossaise Lee McConnell et la Jamaïcaine Sandie Richards. C'est la troisième médaille d'or obtenue par un représentant du Guyana à cette compétition, après celle obtenue par l'athlète Phil Edwards en 1934 sur 880 yards, et celle du boxeur Winfield Braithwaite en 1978. L'année suivante elle a décroché la médaille de bronze aux Jeux panaméricains de 2003 derrière Ana Guevara et Hazel-Ann Regis.
En 2004 elle a battu trois fois son record pour le porter à 50 s 93 à Madrid, quelques jours après avoir établi un autre record national, celui du 200 mètres, à Patras. Lors des Jeux olympiques elle a accédé aux demi-finales, résultat qu'elle réédita régulièrement par la suite.
Après quatre années sans grand relief, elle est revenue à son niveau de 2004 aux Jeux de Pékin, où elle a égalé son propre record national en terminant quatrième de sa demi-finale. En 2009 à Championnats du monde à Berlin elle n'est pas parvenue à accéder à la finale, malgré un nouveau record du Guyana en 50 s 71.
En 2010 elle établit un record d'Amérique du Sud du 400 mètres en salle avec 51 s 83.

## Palmarès

### Jeux olympiques d'été
- Jeux olympiques de 2000 à Sydney (Australie)
  - éliminée en quart de finale du 400 m
- Jeux olympiques de 2004 à Athènes (Grèce)
  - éliminée en demi-finale sur 400 m
- Jeux olympiques de 2008 à Pékin (République populaire de Chine)
  - éliminée en demi-finale sur 400 m
- Jeux olympiques de 2012 à Londres (Royaume-Uni)
  - éliminée en demi-finale sur 400 m

### Championnats du monde d'athlétisme
- Championnats du monde de 2001 à Edmonton (Canada)
  - éliminée en demi-finale sur 400 m
- Championnats du monde de 2003 à Paris (France)
  - éliminée en série du 400 m
- Championnats du monde de 2005 à Helsinki (Finlande)
  - éliminée en série du 400 m
- Championnats du monde de 2007 à Osaka (Japon)
  - éliminée en demi-finale sur 400 m
- Championnats du monde de 2009 à Berlin (Allemagne)
  - éliminée en demi-finale sur 400 m
- Championnats du monde de 2011 à Daegu (Corée du Sud)
  - éliminée en série du 400 m

### Records personnels
- 200 m : 23,33 s le 12 juillet 2004 à Patras (record national)
- 400 m : 50,71 s le 16 août 2009 à Berlin (record national)